# Râul Valea Albescului
Râul Valea Albescului este un curs de apă, afluent al râului Valea Caselor. 